# Kirchehrenbach
Kirchehrenbach è un comune tedesco di 2 300 abitanti, situato nel land della Baviera.